# فلورنسا أوستين
فلورنسا أوستين (بالإنجليزية: Florence Austin)‏ هي عازفة كمان أمريكية، (و. 1884 – 1927 م).